# Hofkronschatzmeister

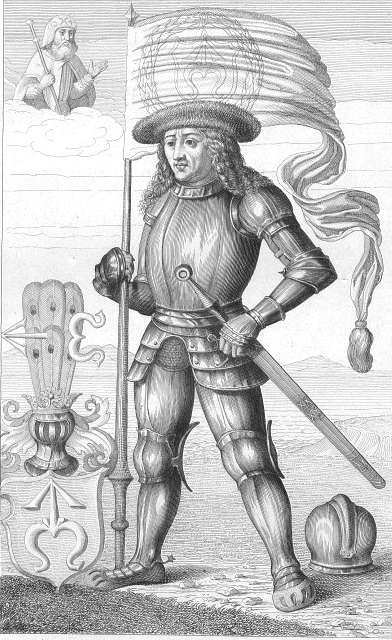
Jakub Szydłowiecki der Jüngere war Ende des 15. Jahrhunderts Hofkronschatzmeister, gemalt von Stanisław Samostrzelnik

Hofkronschatzmeister (poln. Podskarbi nadworny koronny, lat. vicethesaurarius) war ein Hofamt im Königreich Polen und in der Adelsrepublik Polen-Litauen. 
Der Hofkronschatzmeister war ebenso wie der Großkronschatzmeister für die den Kronschatz und die Münzpräge verantwortlich. Er wurde ab 1368 dem Großkronschatzmeister zur Seite gestellt. 1504 wurden seine Kompetenzen von König Alexander neugeregelt. De jure war er mit dem Großkronschatzmeister gleichgestellt, de facto war er dessen Stellvertreter. Nachdem der Sejm 1590 den Staatsschatz von dem Vermögen des Monarchen formell getrennt hat, verwaltete der Hofkronschatzmeister das Vermögen des Monarchen. In der Sächsischen Zeit oblag ihm die Führung der Schatzkammer. Hierzu führte er eine eigene Kanzlei mit Notariat. Erst ab 1775 war er qua Amt Mitglieder des Senats. In Litauen war der Hofschatzmeister von Litauen sein Gegenspieler.

## Nachweise
- Góralski, Zbigniew: Urzędy Staropolskie (polnisch)